# 김진 (희극인)
김진(1985년 7월 16일 ~ )는 대한민국의 희극 배우이다.

## 출연작

### 방송
- 《개그콘서트》 (KBS)
- 《폭소클럽》 (KBS)
- 《웃음충전소》 (KBS)
  - 〈계층공감 OLD&형님〉
- 《복수노트 2》 (XtvN) - 이 구역의 베스트 커플을 찾아라! 진행자 역 (특별출연)

## 가족 관계
- 배우자 : 표신애 (1988년 ~ ) - CCM 피아니스트
  - 딸 (2020년 8월 19일 ~ )